# Olszewo (województwo łódzkie)
Olszewo – wieś w Polsce położona w województwie łódzkim, w powiecie brzezińskim, w gminie Jeżów.
W latach 1975–1998 miejscowość należała administracyjnie do województwa skierniewickiego.
Inne miejscowości o nazwie Olszewo: Olszewo